# Bad Segeberg
Bad Segeberg (dolnoniem. Sebarg) – uzdrowiskowe miasto powiatowe w północnych Niemczech, w kraju związkowym Szlezwik-Holsztyn, siedziba powiatu Segeberg oraz urzędu Trave-Land. Liczy ok. 16 tys. mieszkańców.

## Historia
W 1134 roku niemiecki król Lotar III podczas pobytu w leżącej na granicy z ziemiami Słowian osadzie, rozkazał zbudować na górze Kalkberg gród Siegesburg ("zamek zwycięstwa"), z którego miała być prowadzona ekspansja na ziemie Obodrzyców, Połabian i Wagrów. W 1137 roku zaatakował go Przybysław władca Wagrów i Połabian. W 1156 roku rozpoczęto budowę romańskiego kościoła Mariackiego.

## Urodzeni w Bad Segeberg
- Mona Barthel – tenisistka
- Jann-Fiete Arp – piłkarz

## Współpraca zagraniczna
- Kirjat Mockin, Izrael
- Riihimäki, Finlandia
- Teterow, Meklemburgia-Pomorze Przednie
- Võru, Estonia
- gmina Złocieniec, Polska